# Waschhaus (Boulancourt)

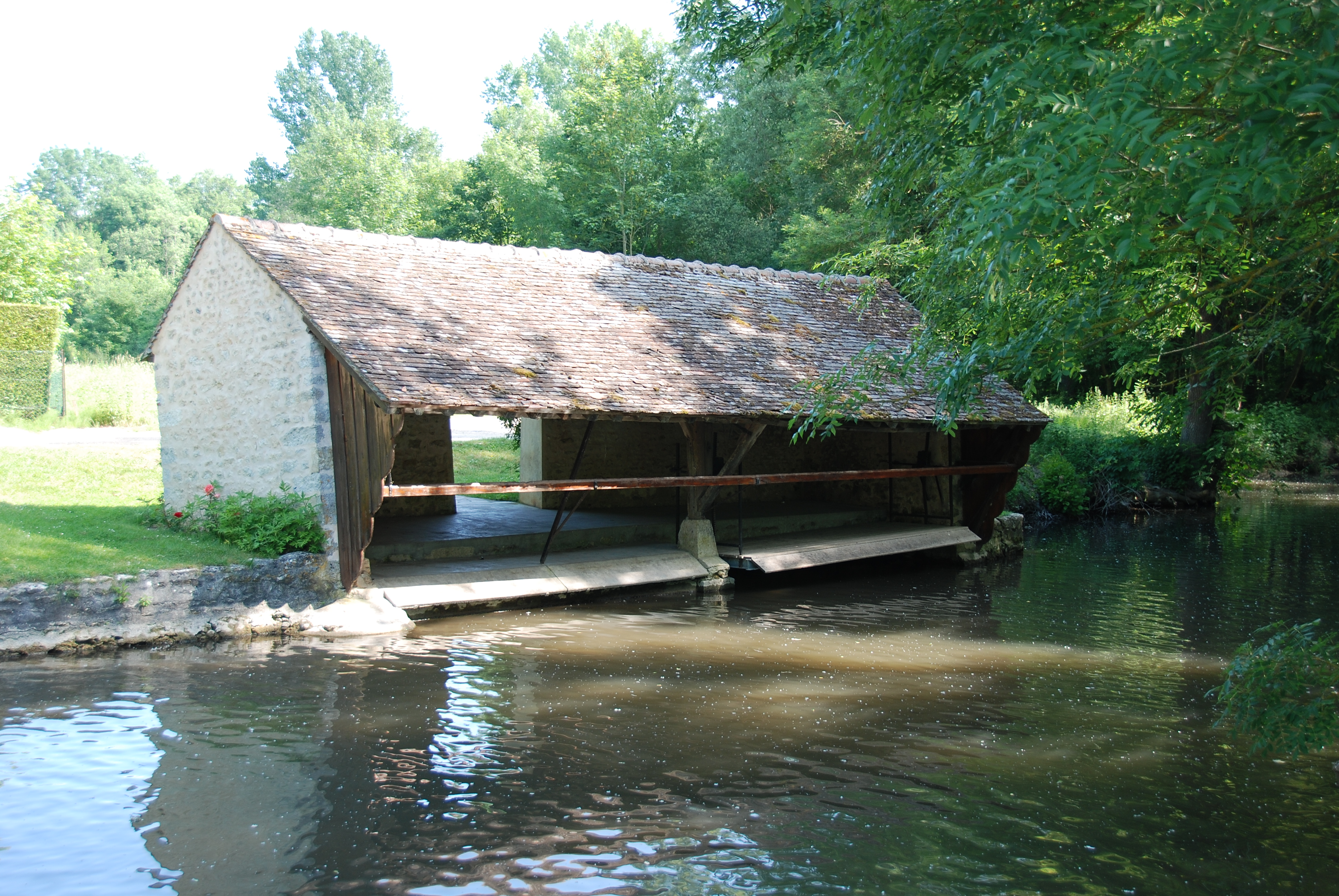
Waschhaus in Boulancourt

Das Waschhaus (französisch lavoir) in Boulancourt, einer französischen Gemeinde im Département Seine-et-Marne in der Region Île-de-France, wurde 1905 errichtet.
Das öffentliche Waschhaus aus Bruchsteinmauerwerk befindet sich in der Allée des Marronniers. Es wird von einem Satteldach gedeckt.